# Shenyang J-8
Lo Shenyang J-8, noto anche come Jian-8 (歼-8; nome in codice NATO Finback, poi Finback-A), è un caccia intercettore/multiruolo bimotore a getto ad ala a delta prodotto dall'azienda cinese Shenyang Aircraft Corporation (SAC) negli anni sessanta.

## Storia del progetto
Fino agli anni sessanta l'aeronautica militare cinese poteva contare sulla collaborazione dell'Unione Sovietica che forniva direttamente sia velivoli di propria produzione, sia i progetti per poterli realizzare su licenza. A seguito delle tensioni nel frattempo sorte tra i due paesi nel maggio 1964 la 6ª accademia di ricerca del Ministero della difesa cinese iniziò la valutazione di un programma per la realizzazione di una nuova generazione di caccia di progettazione completamente autarchica. Tra le caratteristiche della specifica emessa si richiedeva la possibilità di raggiungere la velocità di 2,2 Mach, una velocità ascensionale di 200 m/s ed un'autonomia di 1 500 chilometri con serbatoio di combustibile interno, in modo da poter contrastare gli eventuali attacchi portati dai potenziali nemici, all'epoca rappresentati prevalentemente dal bombardiere Convair B-58 Hustler e dal cacciabombardiere Republic F-105 Thunderchief.

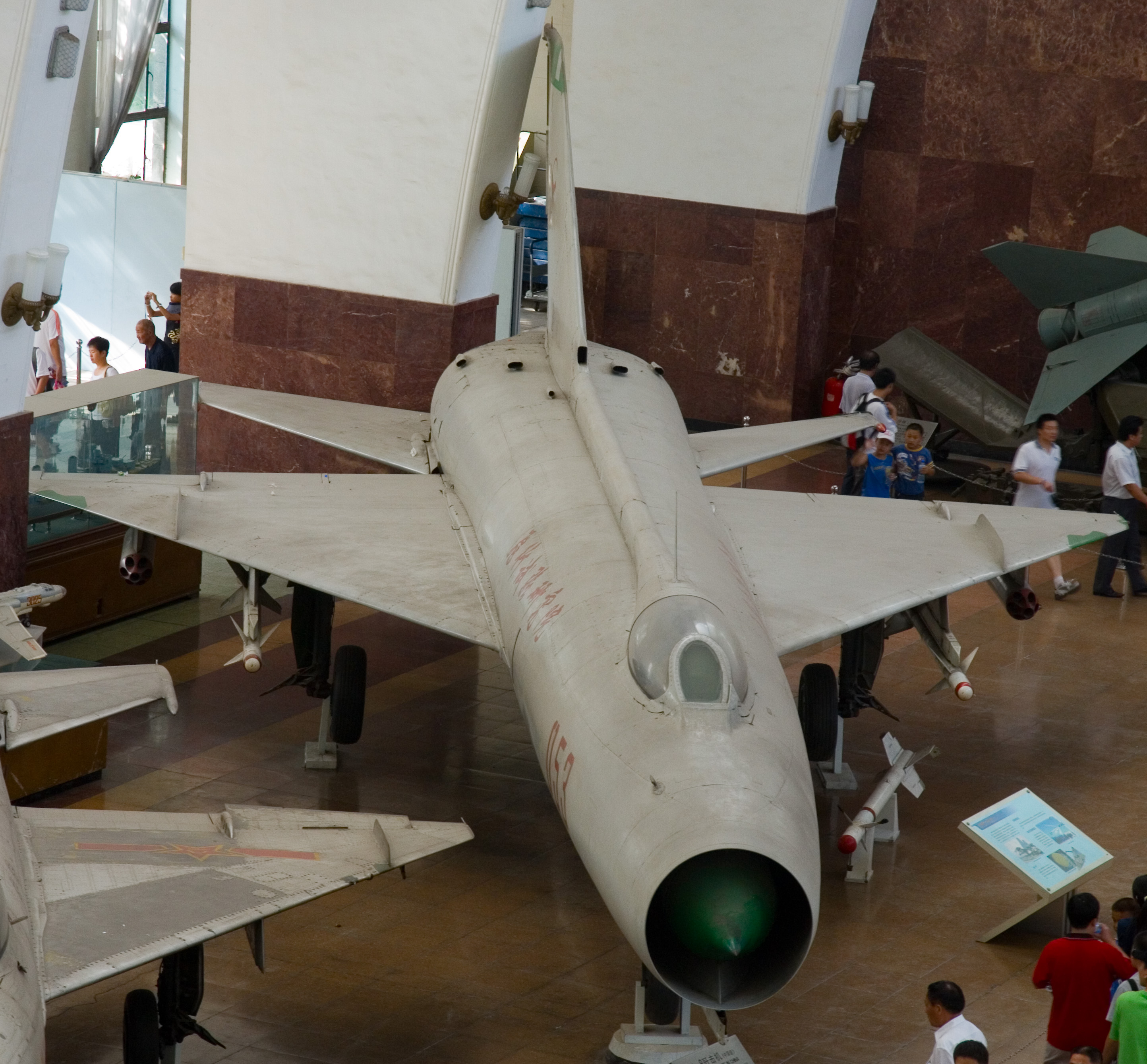
Il J-8 esposto al Museo militare della rivoluzione popolare cinese di Pechino.

Alla conferenza organizzata per valutare lo sviluppo del velivolo rispondente ai requisiti previsti, l'istituto di progettazione aeronautica Shenyang presentò il progetto di un bi-turbogetto che presentava analogie esteriori con il sovietico MiG-21 (ed il suo omologo cinese, il Chengdu J-7), ma presentava dimensioni maggiori, in analogia con il prototipo Ye-152; in concorrenza, l'istituto di progettazione aeronautica Chengdu propose un monomotore turboventola dotato di configurazione alare a delta e alette canard, il Chengdu J-9.
Ad una valutazione comparativa, il progetto dello Shenyang venne valutato meno rischioso e potenzialmente più facile da portare a compimento, considerando che poteva avvalersi dell'esperienza già maturata con i precedenti modelli di derivazione sovietica; venne così preferito a quello del J-9 e guadagnò rilevanza tra le gerarchie sia militari che politiche: nel maggio del 1965 i vertici del PLA diedero il proprio benestare relativamente ai requisiti minimi dando il via alla stesura definitiva del progetto, che era affidata alla supervisione di Huang Zhiqian; la morte di questi, avvenuta in un incidente aereo in quegli stessi giorni, ne comportò la successione alla guida del progetto da parte di Wang Nanshou e di Ye Zhenda che provvidero ad ultimare il lavoro per il mese di settembre di quello stesso anno.
La realizzazione di un mockup rappresentò il passo successivo del processo progettuale, completato prima della fine di dicembre, seguito dalla disposizione delle autorità all'istituto di Shenyang di completare il proprio lavoro prima della fine dell'anno successivo. Il progetto subì tuttavia, in modo inevitabile, l'impatto della Rivoluzione culturale di quello stesso 1966, che portò all'avvicendamento di diversi responsabili alla guida dell'istituto e del progetto; altrettanto inevitabilmente iniziarono i ritardi sulla tabella di marcia e soltanto nel giugno del 1968, ed in modo pressoché clandestino, venne completato il prototipo cui fu assegnata la numerazione 001 (Rosso).
Il prototipo venne portato in volo per la prima volta il 5 luglio del 1969 ma ben presto il gruppo di lavoro che si occupava dei test e lo stesso Comando delle prove di volo furono completamente azzerati, vittime (ancora una volta) della rivoluzione culturale. Nei dieci anni successivi i due prototipi realizzati, si era nel frattempo giunti al completamento dell'esemplare 002 (Rosso), completarono solamente 663 ore di volo.
Per quanto ridotti, i voli di prova consentirono di riscontrare, e progressivamente ridurre, alcuni difetti di fondo dell'aereo, sia strutturali che aerodinamici; anche i motori si dimostrarono inizialmente poco affidabili ma prove statiche furono in grado di stabilire che la causa principale dei problemi risiedeva nella struttura dell'aereo.
Finalmente, ma era ormai giunto il mese di settembre del 1978, l'Istituto di Shenyang ebbe nuovamente un responsabile del progetto J-8: la figura prescelta fu quella di Gu Songfen, in precedenza già parte del gruppo di lavoro. Per la fine del 1979 il J-8 aveva assunto una fisionomia definitiva e il 2 marzo del 1980 ebbe luogo la formale accettazione in servizio del caccia.

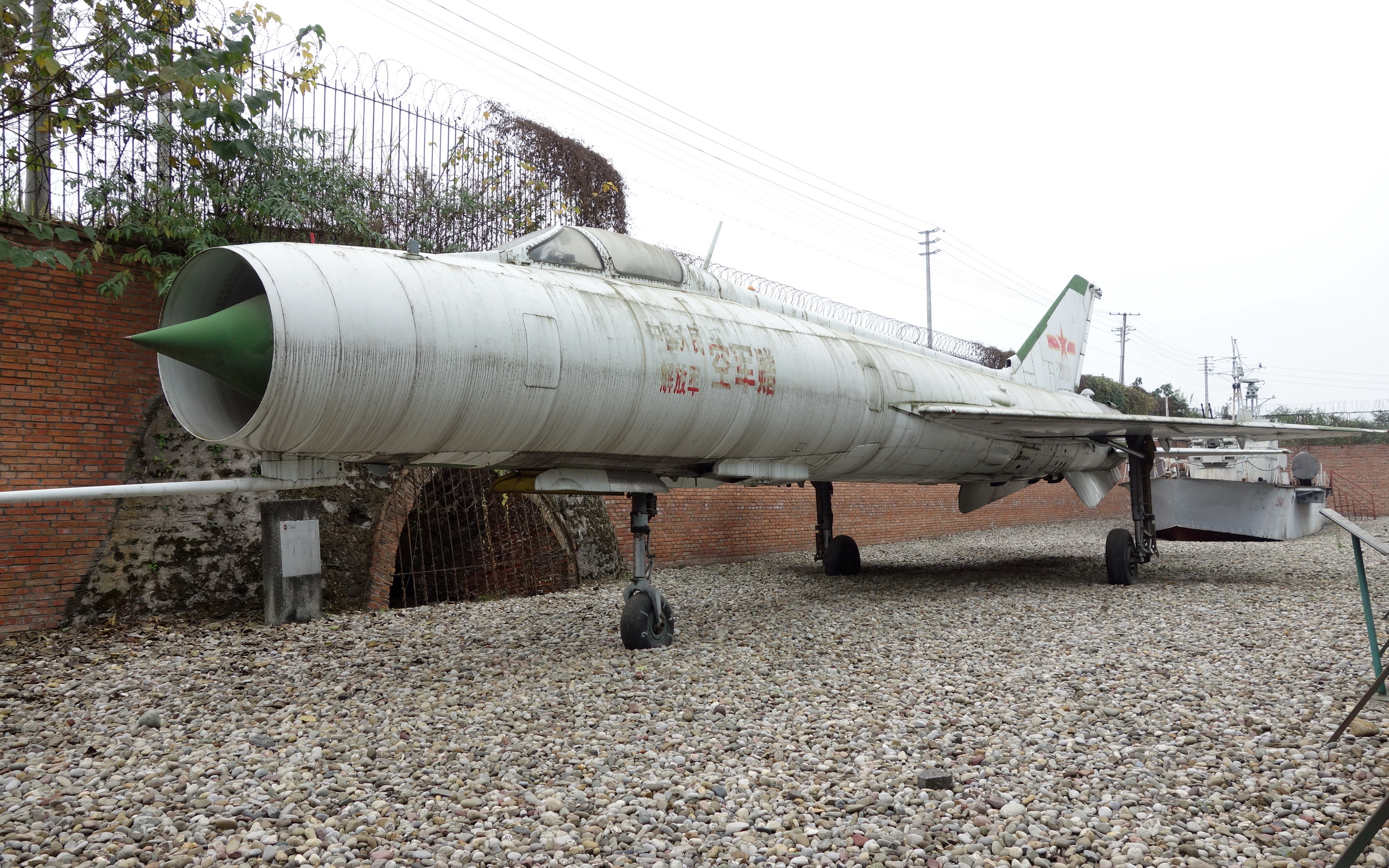
Chengdu J-8I

Il lungo periodo di tempo intercorso tra la nascita del progetto ed il suo definitivo completamento, faceva del J-8 una macchina obsoleta: gli equipaggiamenti, in particolare l'avionica, di cui era dotato non erano più adeguati alle necessità ed erano superati rispetto a quanto disponibile sul mercato. Nella seconda metà degli anni settanta, non è chiaro se nel 1976 o se nel 1978, venne messa in lavorazione la progettazione di una versione migliorata del caccia, designata J-8I (o J-8A), destinata a superare le carenze evidenziate dalla versione precedente. Il J-8I, pur mantenendo le linee esterne del predecessore, adottava aggiornamenti nel sistema radar, nell'armamento e nel sistema di eiezione d'emergenza per il pilota. Il primo prototipo della nuova variante fu completato nel maggio del 1980, ma andò completamente distrutto a causa di un incendio al motore avvenuto in occasione del primo tentativo di portare in volo l'aereo, il 25 giugno seguente.
Dopo quasi un anno, il 24 aprile del 1981, il secondo prototipo riuscì a spiccare il volo senza problemi, seguito da altre due macchine; i tre esemplari completarono il programma di prove nel novembre del 1984 ed alla fine del mese di luglio del 1985 il J-8I ottenne tutte le autorizzazioni necessarie per l'avvio della produzione in serie.
Per quanto modificato e rivisto in epoca recente, il J-8I si dimostrò comunque lontano dagli standard degli aerei da caccia contemporanei e la sua produzione si concluse nel giro di due anni, dopo il completamento di circa cento esemplari; nel frattempo però le risorse dell'Istituto di Shenyang erano state in prevalenza dirottate verso la seconda variante del velivolo, denominata Shenyang J-8II (o J-8B), che si differenziava considerevolmente dal progetto originale.
Con la comparsa sulla scena del J-8II, alcuni dei velivoli della variante J8-I subirono un profondo aggiornamento "di metà vita", alle componenti avioniche: vennero equipaggiati con il radar JL-7, già presente sul caccia J-7C, con il puntatore ottico SM-8 e con gli strumenti ECM recentemente installati proprio sul J-8II. Questa variante aggiornata viene comunemente individuata con la denominazione J8-IE o J-8E.
I rimanenti velivoli della serie J-8I furono trasformati in ricognitori ad alta quota: identificati come JZ-8 furono equipaggiati con componenti ottiche installate in un pod disposto nella parte ventrale della fusoliera e dotati della possibilità di utilizzare serbatoi esterni di carburante sganciabili, al fine di incrementarne l'autonomia operativa. Un numero non particolarmente consistente di aerei venne sottoposto a queste modifiche e venne introdotto nei reparti della PLAAF in sostituzione degli ormai obsoleti JZ-6.

## Tecnica

### Cellula

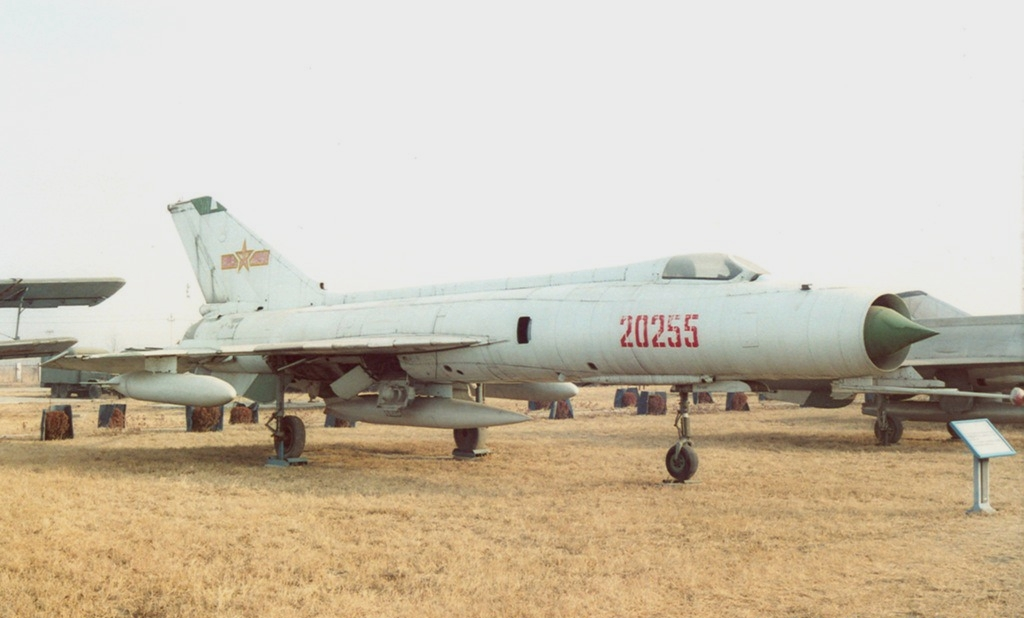
Un esemplare di J-8 esposto al Museo dell'aviazione cinese a Datangshan, nelle vicinanze di Pechino.

Lo Shenyang J-8 era un monoplano caratterizzato dalla configurazione alare a delta che richiamava chiaramente il disegno "a balalaica" degli aerei recentemente sviluppati dall'OKB sovietico Mikoyan-Gurevich.
La fusoliera aveva la presa d'aria in posizione frontale, all'interno della quale faceva bella vista di sé un cono mobile; nella sezione anteriore della carlinga era disposto l'abitacolo monoposto, riparato da una cappottatura interamente vetrata, imperniata nella zona anteriore e completamente apribile. La sezione della fusoliera era di forma ovale, caratterizzata dalla presenza affiancata dei due turboreattori.
L'ala (disposta in posizione medio-bassa rispetto alla sezione della fusoliera) aveva angolo di freccia di 60 °, angolo mantenuto anche dai piani orizzontali costituiti da un singolo "stabilatore" per ogni lato. Anche la deriva ed il timone erano particolarmente inclinati e le loro funzioni erano integrate, nella zona ventrale della fusoliera, da due pinne di allungamento poco pronunciato. Nell'intradosso alare erano presenti quattro piloni destinati a trasportare armamento oppure serbatoi supplementari di carburante; un quinto pilone esterno era utilizzabile nella parte centrale del ventre della fusoliera, generalmente destinato al trasporto di armamenti.
Il carrello d'atterraggio era di tipo triciclo anteriore; tutti gli elementi erano dotati di singola ruota, quello anteriore si ritraeva in avanti ed i due posteriori, incernierati al centro dell'ala, si richiudevano verso l'interno ed alloggiavano le ruote nella parte esterna della fusoliera.

### Motore
Lo Shenyang J-8 era equipaggiato, anche nella variante J-8I, con due turbogetto Liyang (LMC) Wopen-7A, versione cinese del Tumanskij R-11F-300, dotati di postbruciatore; ognuno dei due motori era in grado di sviluppare la spinta di 43,15 kN a secco e di 59,82 kN con il postbruciatore in funzione.

### Armamento
La dotazione iniziale del J-8 prevedeva l'impiego di un radar di ricerca e congegno di mira ottico "SM-8" mentre la dotazione offensiva era costituita da due cannoni Nudelman-Rikhter NR-30 e due missili aria-aria PL-2; le diverse fonti disponibili forniscono dati non concordi su ulteriori dotazioni di armi non guidate.
La versione J-8I venne dotata di un sistema di tiro a controllo radar "SR-4" (il primo radar di questo tipo realizzato in modo autonomo dall'industria cinese); l'armamento venne aggiornato rimpiazzando i cannoni con il più recente "Tipo 23-III" (copia del sovietico Gryazev-Shipunov GSh-23L), così come venne previsto l'utilizzo dei nuovi missili aria-aria a guida radar semiattiva PL-4. All'atto pratico quando il J-8I entrò in servizio il progetto del PL-4 era stato cancellato e quindi rimpiazzato da missili PL-2B o PL-5. Sui piloni subalari e su quello ventrale potevano inoltre essere installati pod contenenti razzi non guidati del tipo "Folding-Fin Aerial Rocket" o bombe per 500 kg complessivi che fornivano al velivolo capacità secondarie per l'impiego come cacciabombardiere.

## Impiego operativo
Secondo le fonti reperite furono complessivamente circa 150 gli esemplari di J-8 e J-8I entrati in servizio nelle forze armate cinesi. Le notizie relative al loro impiego operativo non risultano particolarmente dettagliate e generalmente non si trovano riferimenti circa la data della loro sostituzione nei reparti con i J-8II.
La stampa specializzata nelle più recenti pubblicazioni indica la presenza di esemplari di "J-8" (senza ulteriore specifica) sia nelle file della PLAAF che della PLANAF.

## Versioni
I dati sulle versioni sono tratti da "Chinese Aircraft - China's aviation industry since 1951", se non diversamente indicato.
- J-8: denominazione assegnata al prototipo ed alla versione iniziale da caccia diurno; equipaggiato con 2 turbogetti WP-7A, dotato del medesimo radar già installato sul J-7I, due cannoni Type 30-I calibro 30 mm da 200 colpi ciascuno e 2 missili aria-aria PL-2 a guida termica; prodotto in serie limitata (una cinquantina di esemplari[3]).
  - J-8ACT: fu la designazione attribuita ad un esemplare J-8 utilizzato per sperimentare il primo sistema di controllo Fly-by-wire sviluppato in Cina; la sigla ACT ha il significato di "Active Control Technology".
- J-8I (oppure J-8A): versione migliorata caccia ognitempo/attacco al suolo, dotata di radar di puntamento SR-4, cannone a doppia canna Type 23-III calibro 23 mm e fino a 4 missili aria-aria di tipo PL-2B o PL-5 (o bombe); la produzione viene stimata in circa 100 esemplari.
  - J-8IE (J-8E): sviluppo del J-8I, realizzato dopo l'uscita dalla catena di montaggio della versione J-8II; i velivoli portati a questo standard ricevettero il radar JL-7, strumentazione ed equipaggiamento "ECM" della variante più recente.
  - JZ-8 (J-8R): piccolo lotto di velivoli J-8 o J-8I modificati per ricoprire il ruolo di fotoricognitore; le apparecchiature di ripresa erano posizionate in un pod disposto centralmente al di sotto della fusoliera.
- J-8II (J-8B): variante considerevolmente rivista il cui sviluppo ebbe inizio nel 1982; ricorda nelle forme il Sukhoi Su-15.

## Utilizzatori
Cina
- Zhōngguó Rénmín Jiěfàngjūn Kōngjūn
- Zhōngguó Rénmín Jiěfàngjūn Hǎijūn Hángkōngbīng

### Pubblicazioni
- (EN) USN EP-3 diversion delivers secret surveillance equipment to China, in Flight International, Sutton, Surrey - UK, Reed Business Information Ltd., 10 aprile 2001,  p. 17. URL consultato il 28 ottobre 2015.
- (EN) Special Report - World Air Forces 2015 (PDF), in Flight International, Sutton, Surrey - UK, Reed Business Information Ltd., dicembre 2014. URL consultato il 28 ottobre 2015.